# Waterford Crystal
Waterford Crystal es un fabricante de cristal que lleva el nombre de la ciudad de Waterford, Irlanda. Waterford Crystal es propiedad de WWRD Holdings Ltd, una compañía que produce artículos de lujo la cual es dueña y también opera las marcas de Wedgwood and Royal Doulton.